# 波納濟列沃區

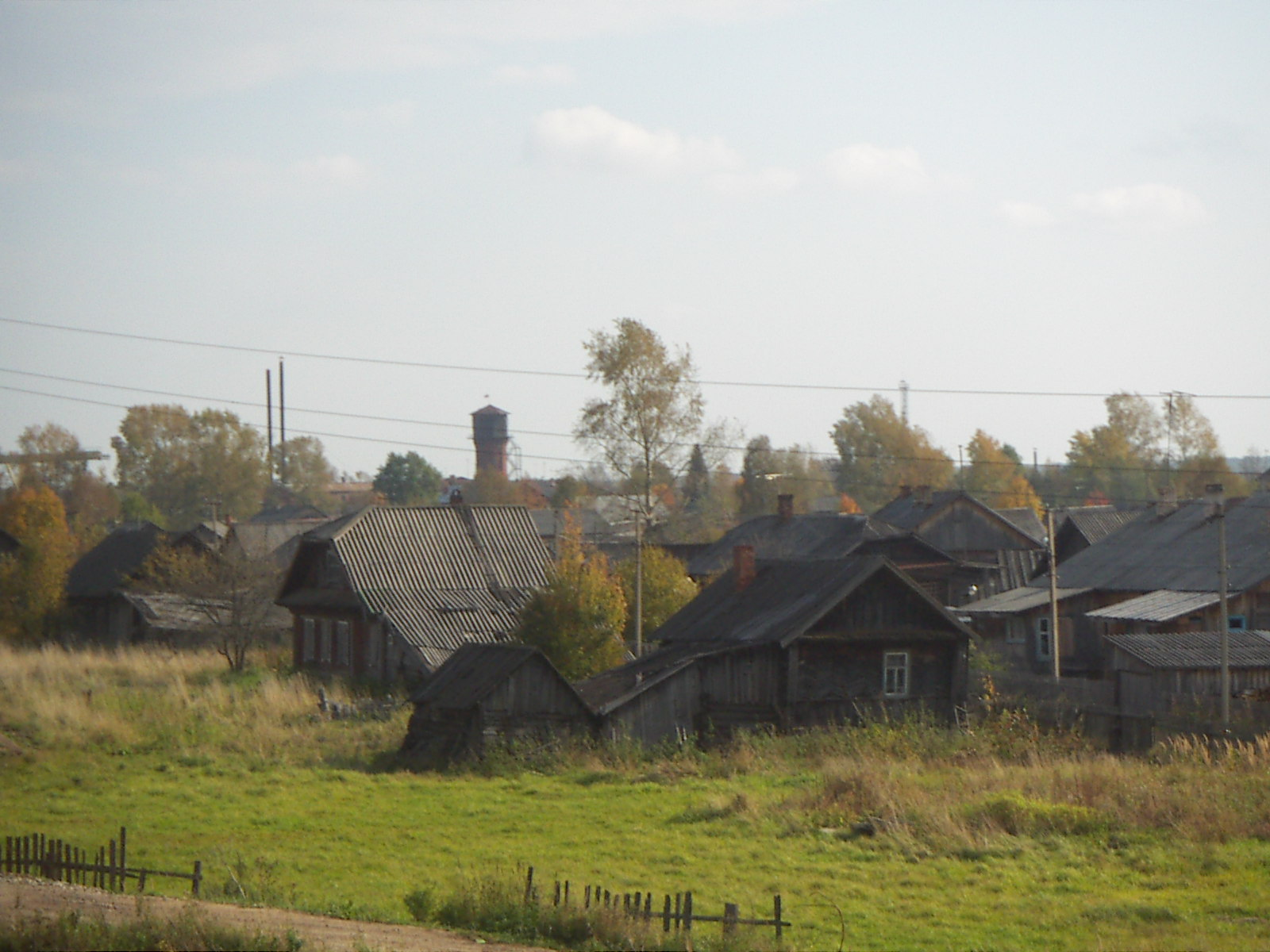

58°21′N 46°18′E / 58.350°N 46.300°E
波納濟列沃區（俄语：Поназыревский район），是俄羅斯的一個區，位於該國西部，由科斯特羅馬州負責管轄，面積2,080平方公里，2010年人口8,456，人口密度每平方公里4.07人。